# Президентские выборы в Узбекистане (2016)
Досрочные президентские выборы в Узбекистане прошли 4 декабря 2016 года. Выборы прошли в один тур, вторым президентом Узбекистана был избран кандидат от Либерально-демократической партии Узбекистана Шавкат Мирзиёев с результатом в 88,61 %.

## Предпосылки

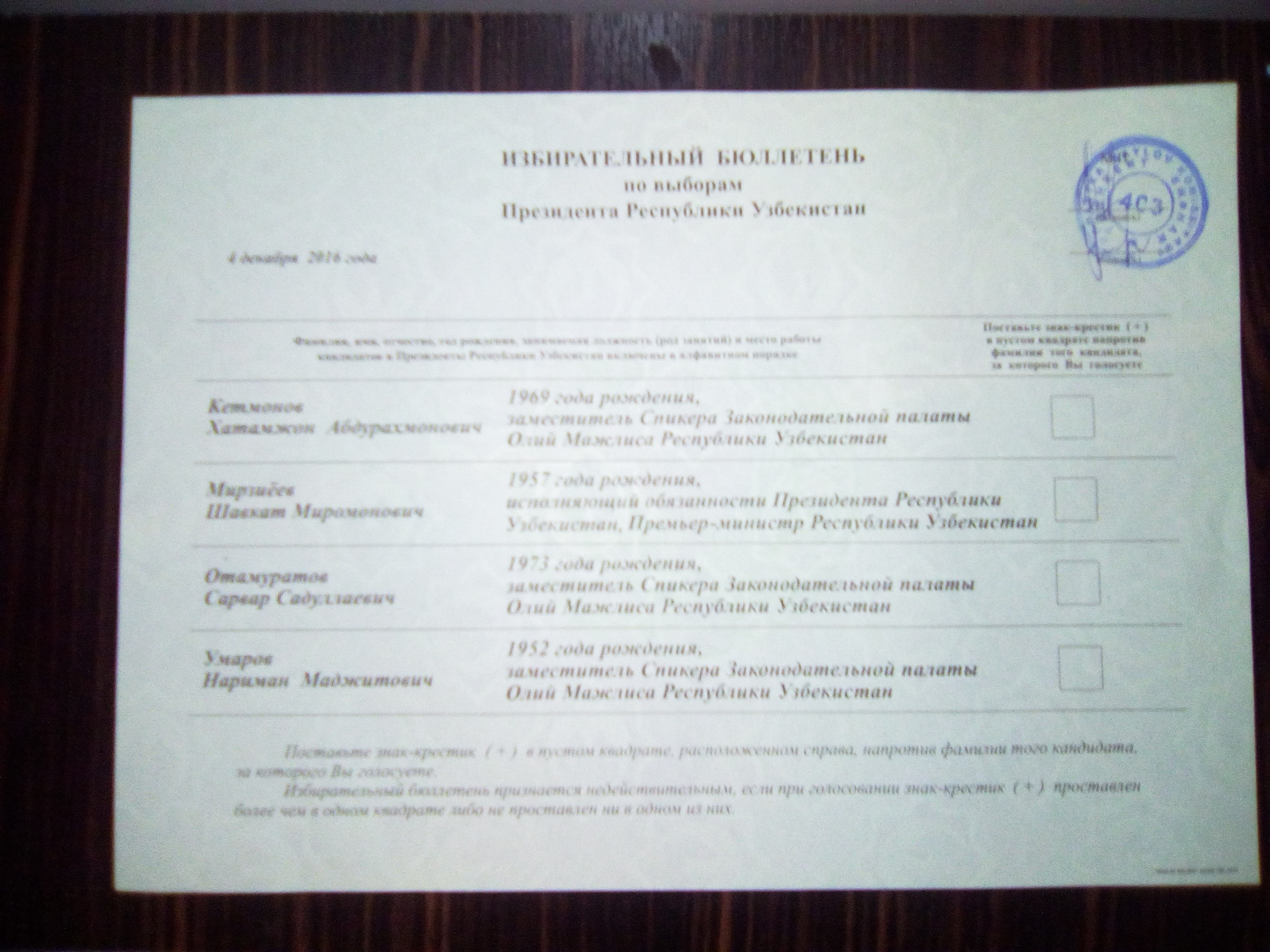
Фото бюллетеня на президентских выборах 2016 года в Узбекистане

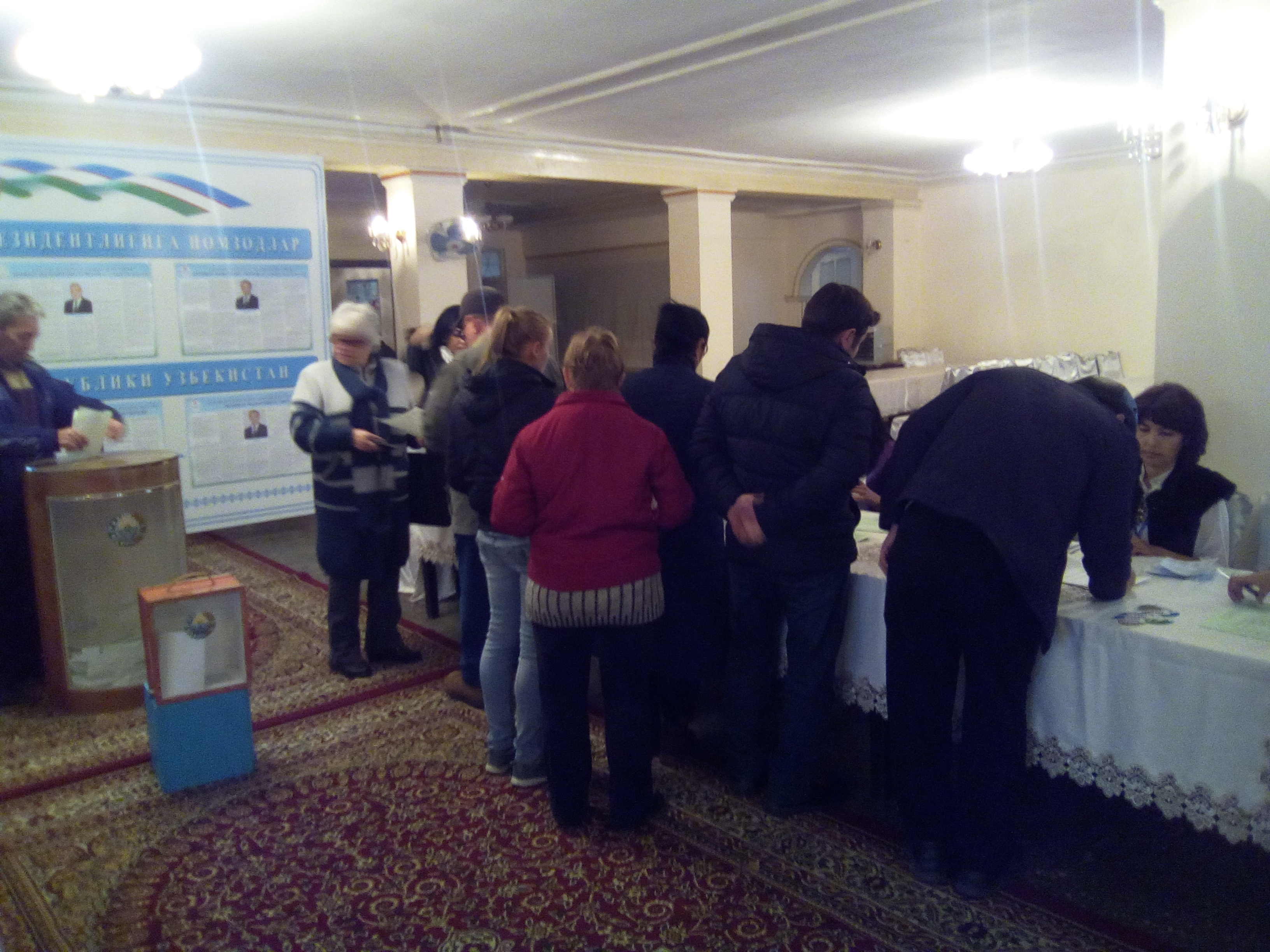
Регистрация избирателей (участок № 403, г. Ташкент)

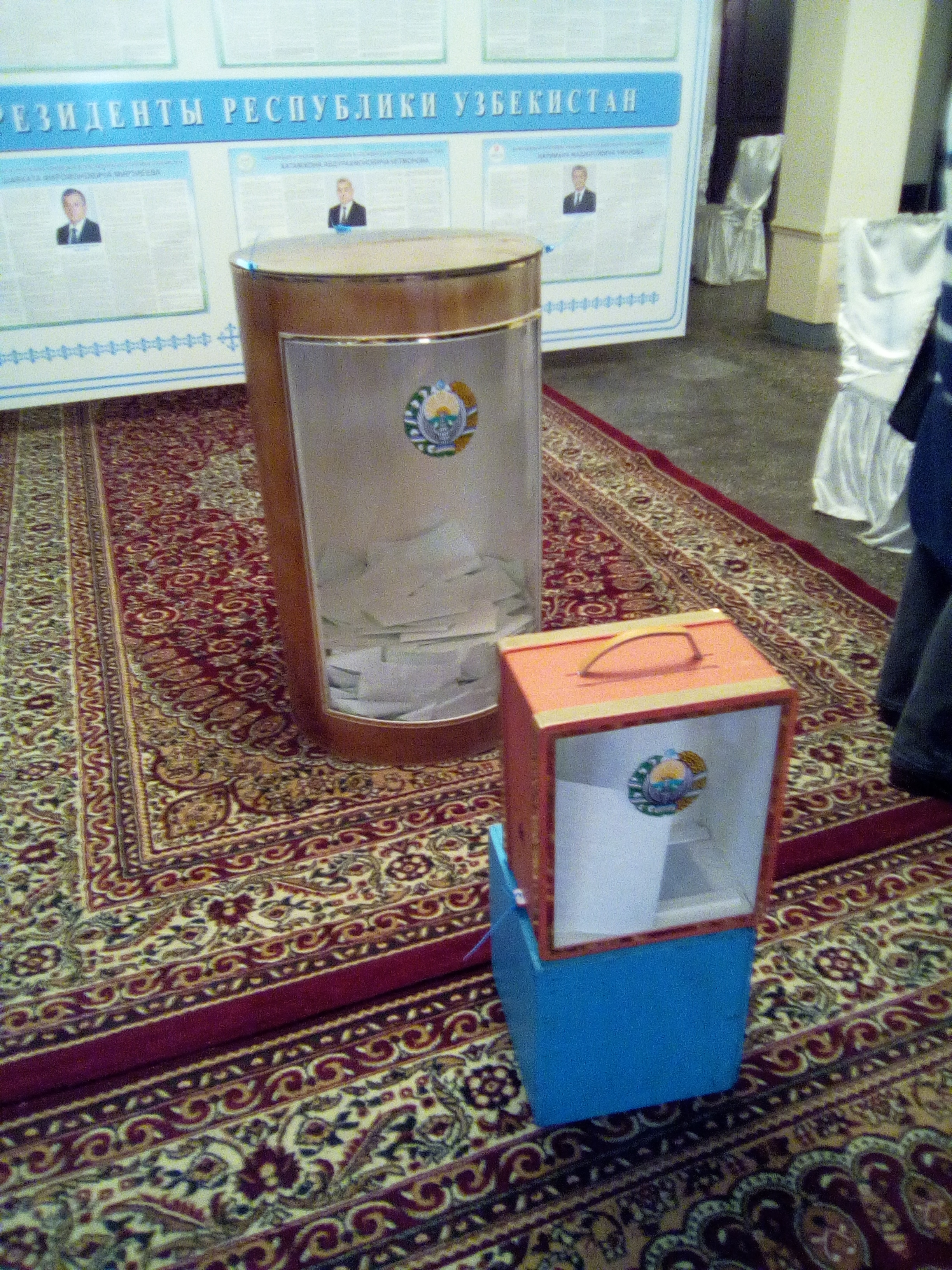
Урна для голосования (участок № 403, г. Ташкент)

Действующий президент Узбекистана Ислам Каримов скончался 2 сентября 2016 года. В соответствии со статьей 96 Конституции Узбекистана, досрочные выборы президента назначаются при невозможности исполнения действующим главой государства своих обязанностей. После смерти Каримова исполняющим обязанности президента Узбекистана стал Нигматилла Юлдашев, однако 8 сентября на совместном заседании обеих палат парламента Узбекистана заявил о самоотводе в пользу премьер-министра Шавката Мирзиёева. Юлдашев объяснил решение снять с себя конституционные полномочия и. о. президента отсутствием достаточного опыта в управлении государством.
С 8 сентября по 14 декабря 2016 года обязанности президента Узбекистана исполнял Шавкат Мирзиёев.
Избирательная кампания стартовала 9 сентября 2016 года. Выдвижение кандидатов началось 30 сентября и завершилось 20 октября 2016 года.

## Кандидаты

### Шавкат Мирзиёев
Кандидатом в президенты от Либерально-демократической партии Узбекистана стал и. о. президента Шавкат Мирзиёев. 16 сентября 2016 года члены политсовета партии УзЛиДеП выдвинули кандидатуру Шавката Мирзиеева, который до объявления итогов выборов временно исполняет обязанности главы государства.

### Сарвар Отамуратов
Кандидатом в президенты от Демократической партии Узбекистана «Миллий тикланиш» («Национальное возрождение») был выдвинут лидер партии Сарвар Отамуратов. 16 сентября 2016 года Пленум партии «Миллий тикланиш» выдвинул своего кандидата.

### Наримон Умаров
Кандидатом в президенты от Социал-демократической партии Узбекистана «Адолат» («Справедливость») выдвинут Наримон Умаров. 17 сентября 2016 года в Ташкенте состоялся VI Пленум политсовета СДПУ «Адолат» поддержал выдвижение на пост президента Узбекистана председателя политсовета, руководителя фракции «Адолат» Наримона Умарова. Это уже второе выдвижение председателя партии на высший государственный пост. Первое было в период минувшей предвыборной президентской кампании 2015 года.

### Хотамжон Кетмонов
Кандидатом в президенты от Народно-демократической партии Узбекистана выдвинут Хотамжон Кетмонов. 17 сентября 2016 года Центральный Совет НДПУ выдвинул председателя партии Хотамжона Кетмонова кандидатом на пост президента Узбекистана. Это второе выдвижение председателя партии на высший государственный пост. Первое было в период минувшей предвыборной президентской кампании 2015 года. Кетмонов является председателем Центрального совета НДПУ, руководителем партийной фракции в парламенте, заместителем спикера Законодательной палаты Олий Мажлиса (нижняя палата парламента).

## Избирательная кампания
23 сентября 2016 года Центральная избирательная комиссия Узбекистана допустила все четыре зарегистрированные в стране политические партии к участию в президентских выборах. В соответствии с Законом «О выборах президента Республики Узбекистан», каждой партии предстояло собрать в поддержку своего кандидата подписи не менее 1 % от общего количества избирателей, участвующих в выборах, то есть минимум 214 350 подписей при общем количестве избирателей в 21,435 миллиона человек. Подписи должны представлять избирателей не менее 8 из 14 административно-территориальных образований (Республика Каракалпакстан, области и город Ташкент). При этом в одном административно-территориальном образовании партия может собрать не более 8 % подписей от их общего числа.
Некоторые аналитики называют выборы 2016 года самыми открытыми в истории современного Узбекистана. СМИ стали размещать заметно больше заявлений кандидатов по сравнению с предыдущими кампаниями по выборам президента. Бюро по демократическим институтам и правам человека Организации по безопасности и сотрудничеству в Европе впервые направила в Узбекистан полноценную миссию по наблюдению за президентскими выборами. Центральной избирательной комиссией были аккредетованы наблюдатели от ряда международных организаций, таких как СНГ, ШОС, ОИС и ВАИО.
Также, впервые были выпущены бюллетени для незрячих с использованием азбуки Брайля, а в стандартные приглашения на выборы были добавлены имена кандидатов в президенты, а также названия и логотипы выдвинувших их политических партий. Ещё одной особенностью стал запрет т. н. «семейного голосования». Раньше член семьи мог прийти на избирательный участок и сделать выбор от имени всех своих родственников. Примечательно, что их присутствие при этом не было обязательным. Теперь подобную практику, идущую вразрез с законом, стали пресекать.
В день выборов весь общественный транспорт Ташкента (автобус и метрополитен) работал бесплатно.

## Ход голосования
117,902 граждан Узбекистана проголосовали на президентских выборах досрочно. Досрочное голосование проводилось в течение девяти дней — с 24 ноября по 2 декабря.
Выборы были признаны состоявшимися уже в 11:00 по ташкентскому времени, порог явки превысил необходимые 33 %. В 20:00 избирательные участки по всей стране были закрыты, началась обработка бюллетеней. Явка избирателей составила 87,73 %.

## Результаты
| Кандидат                     | Голоса                                                         | %     |
| ---------------------------- | -------------------------------------------------------------- | ----- |
| Шавкат Мирзиёев              | 15 906 724                                                     | 88,61 |
| Хотамжон Кетмонов            | 669 187                                                        | 3,73  |
| Наримон Умаров               | 619 972                                                        | 3,46  |
| Сарвар Отамуратов            | 421 055                                                        | 2,35  |
| Действительные голоса        | 17 616 938                                                     | 98,45 |
| Недействительные голоса      | 334 729                                                        | 1,85  |
| Всего голосов (явка 87,73 %) | 17 951 667                                                     | 100   |
| Источник                     | Газета.uz Архивная копия от 20 декабря 2016 на Wayback Machine | -     |

По результатам голосования, вторым президентом Узбекистана был избран кандидат от Либерально-демократической партии Узбекистана Шавкат Мирзиёев с результатом в 88,61 %. 13 декабря Сенат Олий Мажлиса освободил Шавката Мирзиёева от должности премьер-министра, отправив его правительство в отставку. Инаугурация Шавката Мирзиёева состоялась 14 декабря.